# Kokstad
Kokstad is een stad met 52.000 inwoners, in de provincie KwaZoeloe-Natal in Zuid-Afrika. Kokstad lag oorspronkelijk in de Oost-Kaap en werd gesticht door Adam Kok III, een voorman van het Griekwa-volk in Zuid-Afrika.
Toen Transkei in 1976 een thuisland werd kwam Kokstad geïsoleerd te liggen van de rest van de Oost-Kaap. Enkele jaren later werd Kokstad een onderdeel van de provincie Natal, het huidige KwaZoeloe-Natal.

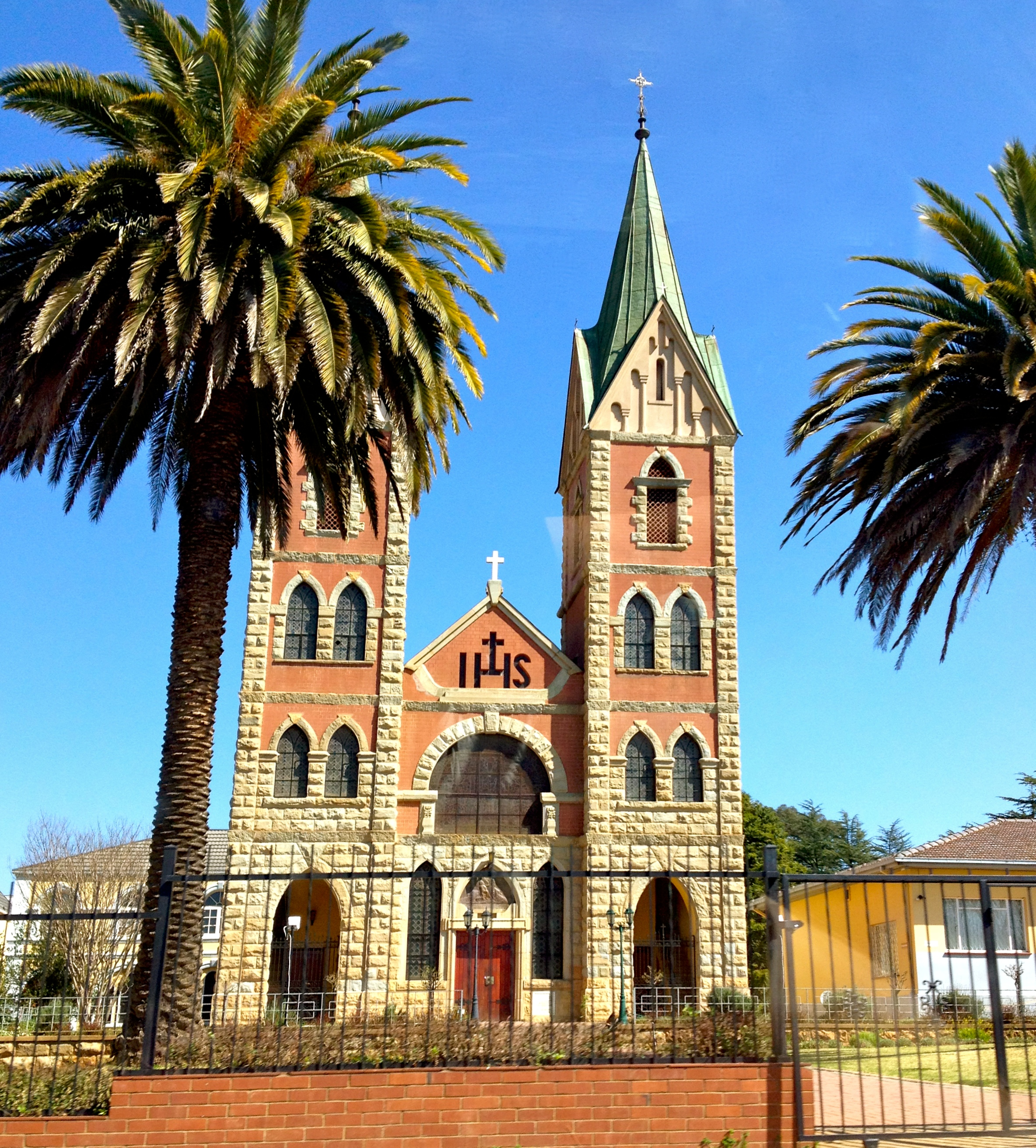
Katholieke kerk van Kokstad
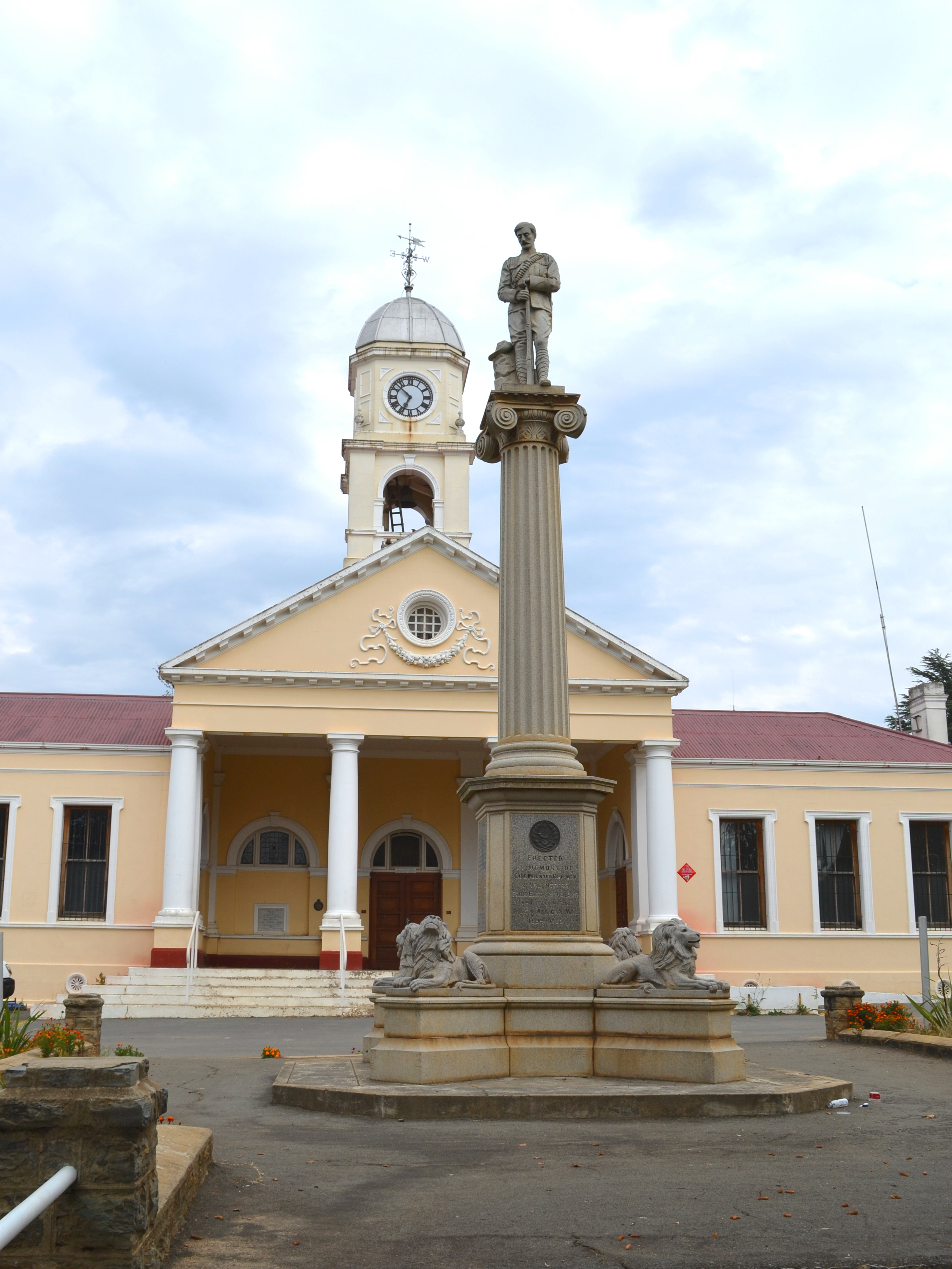
Gemeentehuis en monument

## Subplaatsen
Het nationaal instituut voor de statistiek, Stats SA, deelt sinds de census 2011 deze hoofdplaats in in 6 zogenaamde subplaatsen (sub place), waarvan de grootste zijn:
Bhongweni • Horseshoe • Kostad SP.